# ارجفت (صلالة)
ارجفت منطقة سكنية تقع في ولاية صلالة، التابعة لمحافظة ظفار في سلطنة عمان. يقدر عدد سكانها بـ 5 نسمة حسب إحصاء عام 2010 التابع للمركز الوطني للإحصاء والمعلومات الحكومي. رمز المنطقة هو 20140319.

## الوصلات الخارجية
- المركز الوطني للإحصاء والمعلومات، سلطنة عمان